# Myall-Inseln
Die Myall-Inseln sind zwei Inseln vor der Küste des ostantarktischen Enderbylands. Sie liegen unmittelbar westlich der Thala Hills in der Alaschejewbucht.
Luftaufnahmen der Australian National Antarctic Research Expeditions aus dem Jahr 1956 dienten ihrer Kartierung. Das Antarctic Names Committee of Australia benannte sie nach einer in Australien volkstümlichen Bezeichnung für bestimmte einheimische Akazienarten.